# Kuno von Michelbach
Kuno von Michelbach (* in Michelbach-Gaggenau; † 14. April 1128 in Straßburg) war ein vom Kaiser eingesetzter Fürstbischof von Straßburg zwischen 1100 und 1123 während der Pontifikate von Paschalis II., Gelasius II., Calixtus II. und Honorius II. Die herrschenden Kaiser waren in seiner Amtszeit Heinrich IV. und Heinrich V. Er bekam seine Investitur mit Stab und Ring von Heinrich IV., aber empfing nie die Bischofsweihe seitens des Papstes oder des Metropoliten.

## Herkunft und Familie
Er ist in Gaggenau-Michelbach aus dem Ortsadel geboren und starb 1128. Er war der Onkel des späteren Bischofs von Straßburg Burchard von Michelbach (Wirkungsdaten: 1141–1162).
Im 11. Jahrhundert erbaute ein Adliger namens Werinhardus aus dem Ufgau unrechtmäßig eine Burg namens „Michilenbach“ auf dem Michelbacher Schlossberg. Nach dem Tode Kaiser Heinrichs III., der den Bau der Burg Michilenbach rechtmäßig bestritt und abreißen ließ, konnten dessen Söhne, Eberhardus und Kuno, die Burg wieder aufbauen. Schließlich kaufte Kaiser Heinrich IV. den Besitz auf und schenkte ihn dem Domkapitel zu Speyer. Dieser Kuno war der künftige Bischof von Straßburg.

## Leben und Wirken
Kuno, oder Konrad auch Cono genannt, war Stiftsherr von Straßburg und Speyer. Er bekleidete auch das Amt des Propstes zu Goslar. So wurde er Bischof von Straßburg nicht von Gottes Gnaden, sondern von Kaisers Gnaden.
Kuno versuchte vergeblich die Bestätigung seiner Einkleidung ins Bischofsamt vom Papst Paschalis II. zu bekommen. Doch der Papst hatte im Konzil von Lateran am 3. April 1102 die Exkommunikation gegen Heinrich IV. erneuert und wollte logischerweise nicht mit irgendeinem getreuen Anhänger des verbannten Herrschers in Berührung kommen. Kuno fand sich damit ab und agierte, als ob er ein legitimer Bischof wäre, was für die damalige Zeit nicht unüblich war, da die Investiturfrage noch nicht langfristig geklärt war. Zur Zeit der Merowinger und Karolinger war es tatsächlich üblich, dass Herrscher als Laien Bischöfe mit Zepter, Stab und Zepter ernannten.
Kuno traf aber wiederum die schlechte Wahl, als er in Mainz 1106 für die durch den eigenen Sohn Heinrich V. organisierte Absetzung des Kaisers Heinrich IV. stimmte. Kuno meinte vielleicht, dass zwischen Vater und Sohn Letzterer der Stärkere geworden war, obwohl er seinen Platz auf dem Stuhl Sankt Arbogasts dem Vater verdankte.

## Reisebegleiter des Kaisers Heinrich V.
Heinrich V. begleitete Kuno ins Elsass und wählte Rouffach als seine Residenz, so dass sich die Reichsinsignien eine Zeit lang in dieser Stadt befanden. Ihretwegen kam es zu einer Belagerung und Zerstörung des Städtchens Rouffach, weil seine Bewohner dem Kaiser sein unsittliches Betragen vorwarfen und ihn zur Flucht gezwungen hatten. Er hatte dabei die Reichsinsignien vergessen und holte sie mit Gewalt zurück.
Im August 1110 begleitete Kuno den römisch-deutschen König Heinrich V. nach Rom, damit er dort zum Kaiser gekrönt werden konnte. Der Papst war dazu bereit unter der Bedingung, dass der Kaiser auf Investituren mit Stab und Ring verzichtete. Da die mitgereisten kaisertreuen Bischöfe und Prominente sich für eine unverzügliche Krönung ohne Bedingung des Pontifex aussprachen, verweigerte es der Papst aufs Neue. Durch List und Gefecht gelang es dem Kaiser aus der Stadt zu fliehen und dabei den Papst gefangen zu nehmen. In der Gefangenschaft konnte er den Heiligen Vater dazu erpressen, in die Investitur mit Stab und Ring einzuwilligen und ihm selbst die Kaiserkrone aufzusetzen. Der Papst bejahte alles mit der Bedingung, dass die Investitur mit Stab und Ring die Bischöfe exklusiv in ihr weltliches Amt einsetzen würde und auf keinen Fall in das geistliche. Paschalis II. unterzeichnete mit 16 Kardinälen den Vertrag und krönte Heinrich V. am 13. April 1111.
Nachdem er seinen Vater fünf Jahre nach seinem Tod in Speyer am 13. August 1111 beerdigt hatte, kam Heinrich V. nach Straßburg im September und hielt sich dort bis zu einer Synode auf. Aus Dankbarkeit für die Reisebegleitung erhielt Kuno mehrere Privilegien vom Kaiser.
Beim Konzil zu Lateran am 28. März 1112 erklärte Papst Paschalis II. wie erwartet den mit Gewalt erzwungenen Vertrag für nichtig. Der größte Teil des Straßburger Kapitels und natürlich der Bischof Kuno standen zu dem Kaiser. Der Klerus dagegen nahm Partei für den Papst und schrieb ihm einen Brief 1116, um sich über die Unterdrückungen zu beschweren, die sie seit Jahren unter den kaiserlichen Bischöfen Otto, Balduin und Kuno erleiden würden. Sie bedauerten in diesem Brief, dass «noster episcopus nomen quidem dignitatis habet, sed officium minime»: er erfülle also seine bischöflichen Funktionen nicht, zumal er, wie ferner im Brief gesagt, ein ärgerliches Leben führe und seinen Bischofssitz durch Simonie bekommen habe. Paschalis II. antwortete ihnen, sie sollten standhaft bleiben und im Guten gegen den Bischof verharren.

## Kuno wendet dem Kaiser den Rücken
Die Wahl des nächsten Papstes, Gelasius II., brachte keinen Frieden. Der Kaiser veranlasste abermals die Wahl von einigen Gegenpäpsten; dies führte zu seiner Exkommunikation, ausgesprochen vom Legat von Germanien, Kardinal Kuno von Praeneste. Die Bischöfe und Fürsten des Reiches luden Heinrich V. zu einem Reichstag in Würzburg ein, um ihm dringend zu empfehlen, sich dem Willen des Papstes zu fügen. Andernfalls würden sie ihn absetzen. Der Kaiser befürchtete eine Entthronung und ging deshalb nach Tribur, um den neuen Pontifex Calixtus II. anzuerkennen. Dann reiste er nach Reims, um den Investiturstreit mit einem feierlichen Akt beizulegen. Zuvor hatte nämlich im Vorfeld der Kaiser den Besuch einer französischen Abordnung in Straßburg bekommen: unter anderen waren Wilhelm von Champeaux, Bischof von Chalons, und Pons de Melgueil, Abt von Cluny. Sie überzeugten den Kaiser, dass seine Krone nicht bedroht wäre, wenn er auf die Investitur mit Stab und Ring verzichten würde. Darin willigte Heinrich V. ein und begab sich ruhigen Gewissens nach Reims. Auf dem Weg zwischen Metz und Verdun traf der Kaiser eine andere Abordnung von zwei Kardinälen, die ihm versicherten, dass, wenn er sein Versprechen von Straßburg halten sollte, der Papst seine Exkommunikation aufheben würde.
Calixtus erwartete den Kaiser in Mouzon am 23. Oktober 1119. Er kam nie. Er soll seine Meinung in Troyes gewechselt haben und zurückgekehrt sein. Demzufolge erklärte der Papst am 30. Oktober 1119 vor allen 427 im Konzil zu Reims versammelten Vätern die Exkommunikation des Kaisers.
Diesmal unterwarf sich Bischof Kuno dem Konzil, was andeuten könnte, dass er stets auf seinen Vorteil bedacht war. Kuno, Kardinal und Bischof von Palestrina, absolvierte ihn, obwohl dessen Kapitel im Schisma verharrte.

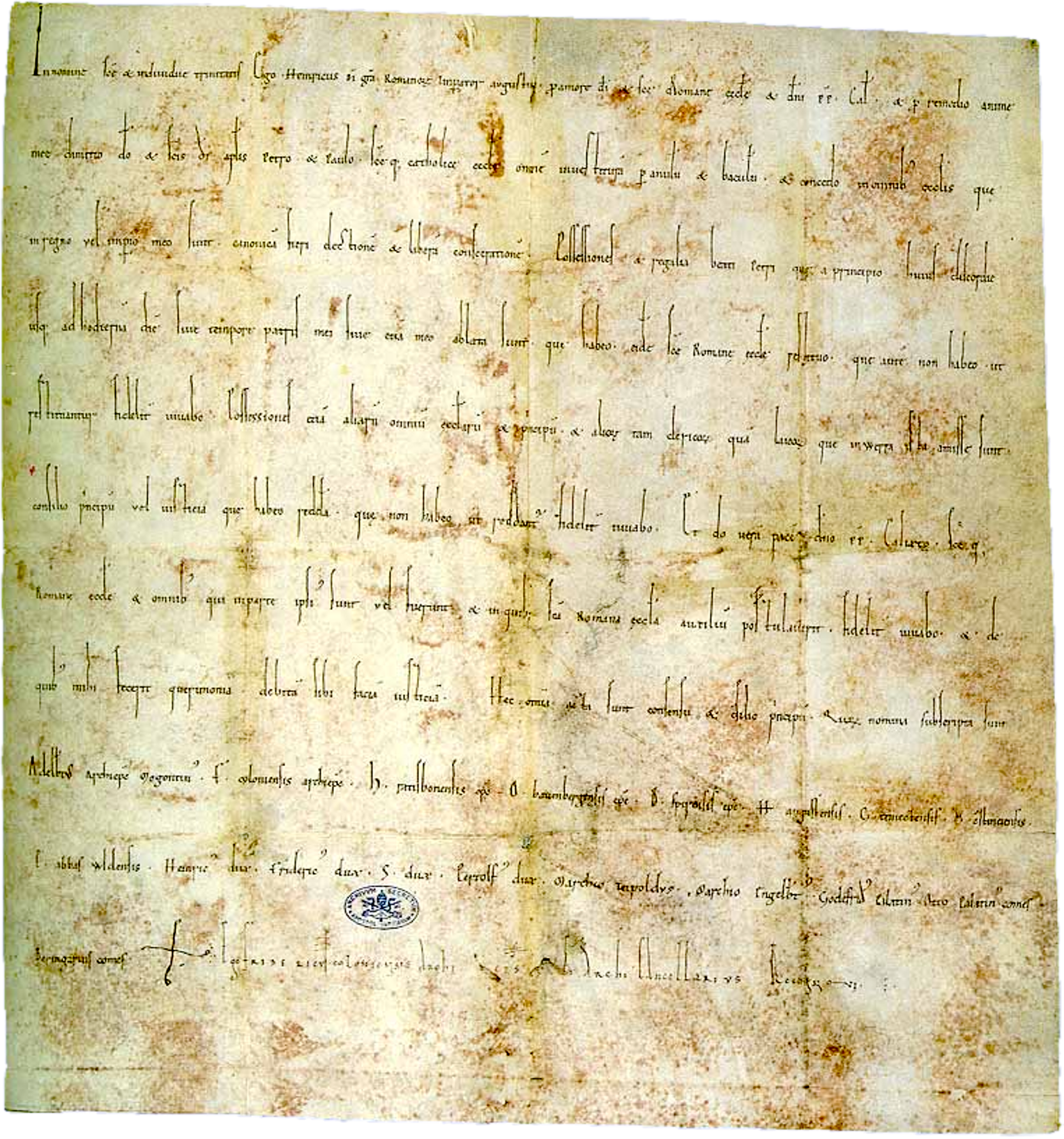
Kaiserliche Urkunde des Wormser Konkordats (Città del Vaticano, Archivio Segreto Vaticano)

Als Heinrich V. einsah, dass seine treuen Anhänger ihn nacheinander verließen, berief er einen Reichstag zu Worms am 23. September 1122. Er sollte mit dem historisch gewordenen Wormser Konkordat enden. Demnach würde der Kaiser lediglich die Belehnung der weltlichen Macht der Bischöfe mit Zepter übertragen.

## Der würdelose  Abgang
Kuno befand sich in einer heiklen Lage: Der Papst warf ihm vor, seinen Bischofssitz durch Simonie erkauft zu haben; der Kaiser hasste ihn wegen seines Verrats; und zu guter Letzt lehnte sich sein Kapitel gegen ihn, weil er die Güter des Bistums veräußern wollte, um seine Schulden zu decken.
Als 1123 Herzog Berthold II. von Zähringen ermordet wurde, beschuldigte man Kuno dieses Verbrechens, wahrscheinlich traf es sich in dem Kontext sehr gut, und kurz darauf wurde er abgesetzt. Er floh in das bischöfliche Schloss von Epfig, wo er am 14. April 1128 einer ansteckenden Krankheit erlag.
Vor seinem Tod stiftete er 1125 am Fuße des Ungersberg auf einem Bongert (Obstgarten) die Abtei Baumgarten (pomarium). Das Kloster Baumgarten wurde 1148 von Beaupré in Lothringen besiedelt, aber dem Kloster Neubourg, das sich über Kloster Bellevaux und Kloster Lucelle von der Primarabtei Morimond herleitet, unterstellt. Das Kloster erlangte nie größere Bedeutung.
Kuno von Michelbach schenkte ebenfalls freiwillig dem Spital auf Wunsch der Bürger von Straßburg einen großen Teil von dem bischöflichen Hofraum. Bischof Burkhard von Michelbach wird die neue Spitalkirche ein paar Jahre später einweihen.
Wie es oft bei Herrschern, weltlich oder geistlich, der Fall war, versuchte Kuno in seinem Exilschloss vor seinem Tod, die Vergebung Gottes und die Wiedergutmachung seiner ärgerlichen Taten zu erreichen.